# 德特林根
德特林根是德国下萨克森州的一个市镇。总面积101.84平方公里，总人口6112人，其中男性3061人，女性3051人（2011年12月31日），人口密度60人/平方公里。